# مونتي مونتاج
مونتي مونتاج (بالإنجليزية: Monte Montague)‏ هو ممثل أمريكي، ولد في 23 أبريل 1891 في الولايات المتحدة، وتوفي في 6 أبريل 1959 ببربانك في الولايات المتحدة.

## وصلات خارجية
- مونتي مونتاج على موقع IMDb (الإنجليزية)
- مونتي مونتاج على موقع قاعدة بيانات الفيلم (الإنجليزية)